# Cəfər Cabbarlı

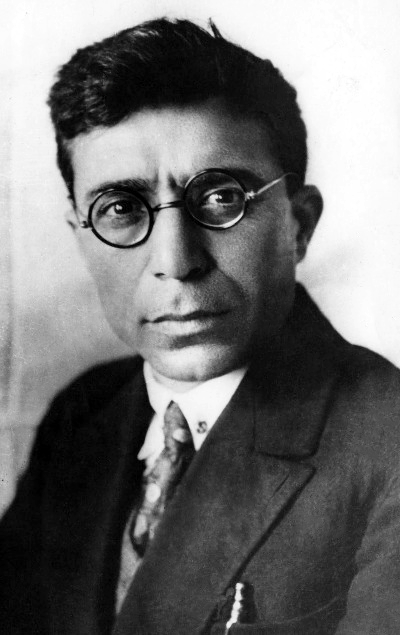
Cəfər Cabbarlı

Cəfər Qafar oğlu Cabbarlı (Jafar Jabbarli; Cäfär Cabbarlı; Dschafar Dschabbarli; * 20. März 1899 in Xızı, Xızı (Rayon); † 31. Dezember 1934 in Baku) war ein aserbaidschanischer Dramatiker, Lyriker, Übersetzer, Regisseur und Drehbuchautor.

## Leben
Cabbarlı verfasste als Jugendlicher zwischen 1915 und 1920 Werke wie Vəfalı Səriyyə  yaxud göz yaşları ichinde gülüş („Verehrte Sariya oder ein Lächeln durch Tränen“), Solğun çiçəklər („Verblasste Blumen“) und Nəsrəddin Shah. Er studierte nach dem Besuch des Industriepolytechnikums ab 1920 Medizin an der Staatlichen Universität Baku. 1922 brach er das Studium ab, und ab 1923 besuchte er Kurse an der neu eröffneten Türkischen Theaterschule. Seine in dieser Zeit entstandenen Theaterstücke Aydın und Oqtay Eloğlu wurden erfolgreich aufgeführt und erhielten einen festen Platz im Repertoire des Aserbaidschanischen Staatstheaters. 1928 folgte die Uraufführung von Od gəlini, die Uraufführung des bereits 1927 entstandenen Stücks Sevil fand 1929 statt. Zudem brachte er Werke verschiedener europäischer Sprachen in eigenen Übersetzungen auf die Bühne, darunter auch Shakespeares Hamlet.
Ab 1930 war Cabbarlı auch als Regisseur aktiv. Seine erste Regiearbeit war Almaz (1931).  Weitere Erfolge hatte er mit 1905-ci ildə (1931), Dönüş (1932) und seinem letzten vollendeten Werk Yaşar (1932). Als Drehbuchautor wirkte er an dem Film Hacı Qara (1928) mit, und er bearbeitete seine Stücke Sevil, 1905-ci ildə und Almaz für den Film.
Cəfər Cabbarlı starb im Alter von 35 Jahren an Herzinsuffizienz und wurde in der Fəxri Xiyaban (Ehrenallee) beerdigt. Das nationale Filmstudio Aserbaidschanfilm, eine Straße, ein Platz und eine U-Bahn-Station in Baku sind nach ihm benannt.
Am 22. Mai 1985 wurde das „Cəfər-Cabbarlı-Hausmuseum“ eröffnet. Es befindet sich im Haus in der I. Gutgaschinli-Straße 44 (ehemals G. Sultanov-Straße), in dem Cəfər Cabbarlı lebte.